# Alchemilla pseudocalycina
Alchemilla pseudocalycina es una especie de planta del género Alchemilla, perteneciente a la familia Rosaceae.

## Taxonomía
Alchemilla pseudocalycina fue descrita por Serguéi Yuzepchuk en 1955.

## Distribución
Se encuentra en el territorio este de la parte europea de Rusia y en el occidente de Siberia.